# Kevin Gallacher
Kevin William Gallacher (ur. 23 listopada 1966 w Clydebank), piłkarz szkocki grający na pozycji napastnika.

## Kariera klubowa
Piłkarską karierę Gallacher rozpoczął w zespole Dundee United. W 1983 roku zaczął grać w drużynie młodzieżowej, a w sezonie 1985/1986 zadebiutował w lidze szkockiej. W sezonie 1986/1987 był podstawowym zawodnikiem zespołu i dotarł z nim do finału Pucharu UEFA, w którym Dundee uległo w dwumeczu szwedzkiemu IFK Göteborg. W tym samym roku zdobył także Puchar Szkocji, co powtórzył rok później. W drużynie United występował do połowy sezonu 1989/1990 rozgrywając dla niej 131 meczów i zdobywając 27 goli.
21 stycznia 1990 roku Gallacher przeszedł do angielskiego Coventry City. Kosztował 900 tysięcy funtów, a w Division One zadebiutował w wygranym 3:2 domowym spotkaniu z Chelsea F.C. W kolejnych sezonach grał w pierwszym składzie tworząc atak z Cyrille'm Regisem, a następnie także z Peterem Ndlovu.
22 marca 1993 Gallacher znów zmienił barwy klubowe i został piłkarzem jednej z czołowych wówczas drużyn w Anglii, Blackburn Rovers. Suma transferu wyniosła 1,5 miliona funtów. W nowej drużynie swój pierwszy mecz rozegrał 3 kwietnia, a Blackburn pokonał 4:1 Liverpool F.C. (zdobył jedną z bramek w tym meczu). Najpierw zajął z Rovers 4. miejsce, a w 1994 roku został wicemistrzem kraju tworząc wówczas linię napadu z Alanem Shearerem. W sezonie 1994/1995 rozegrał tylko jedno spotkanie. Doznał kontuzji i do końca sezonu nie pojawił się na boisku. Miał tym samym niewielki udział w wywalczeniu przez Blackburn pierwszego od 1914 roku mistrzostwa Anglii. W sezonie 1995/1996 był rezerwowym po przyjściu do klubu Chrisa Suttona i wystąpił w rozgrywkach grupowych Ligi Mistrzów. W sezonie 1996/1997 po odejściu Shearera znów grał w wyjściowym składzie, ale w 1998 roku znów stracił miejsce w składzie, a w 1999 roku spadł z tym klubem do Division One.
1 października 1999 Kevin przeszedł za 700 tysięcy funtów do Newcastle United. W zespole "Srok" po raz pierwszy wystąpił 3 października przeciwko Middlesbrough F.C. W Newcastle był dublerem dla Shearera oraz rodaka Duncana Fergusona i przez dwa lata zdobył tylko 4 gole w lidze. W 2001 roku odszedł do Preston North End, ale nie mając miejsca w składzie odszedł do Sheffield Wednesday. W 2002 roku został piłkarzem Huddersfield Town, ale po rozegraniu 7 meczów zakończył piłkarską karierę.
| Sezon   | Klub                | Kraj    | Rozgrywki               | Mecze | Bramki |
| ------- | ------------------- | ------- | ----------------------- | ----- | ------ |
| 1985/86 | Dundee United       | Szkocja | Scottish Premier League | 20    | 3      |
| 1986/87 | Dundee United       | Szkocja | Scottish Premier League | 37    | 10     |
| 1987/88 | Dundee United       | Szkocja | Scottish Premier League | 26    | 4      |
| 1988/89 | Dundee United       | Szkocja | Scottish Premier League | 31    | 9      |
| 1989/90 | Dundee United       | Szkocja | Scottish Premier League | 17    | 1      |
| 1989/90 | Coventry City       | Anglia  | Division One            | 15    | 3      |
| 1990/91 | Coventry City       | Anglia  | Division One            | 32    | 11     |
| 1991/92 | Coventry City       | Anglia  | Division One            | 33    | 8      |
| 1992/93 | Coventry City       | Anglia  | Premiership             | 20    | 6      |
| 1992/93 | Blackburn Rovers    | Anglia  | Premiership             | 9     | 5      |
| 1993/94 | Blackburn Rovers    | Anglia  | Premiership             | 30    | 7      |
| 1994/95 | Blackburn Rovers    | Anglia  | Premiership             | 1     | 1      |
| 1995/96 | Blackburn Rovers    | Anglia  | Premiership             | 16    | 2      |
| 1996/97 | Blackburn Rovers    | Anglia  | Premiership             | 34    | 10     |
| 1997/98 | Blackburn Rovers    | Anglia  | Premiership             | 33    | 16     |
| 1998/99 | Blackburn Rovers    | Anglia  | Premiership             | 16    | 5      |
| 1999/00 | Blackburn Rovers    | Anglia  | Division One            | 5     | 0      |
| 1999/00 | Newcastle United    | Anglia  | Premiership             | 20    | 2      |
| 2000/01 | Newcastle United    | Anglia  | Premiership             | 19    | 2      |
| 2001/02 | Preston North End   | Anglia  | Division One            | 5     | 1      |
| 2001/02 | Sheffield Wednesday | Anglia  | Division One            | 3     | 0      |
| 2002/03 | Huddersfield Town   | Anglia  | Division Two            | 7     | 0      |

## Kariera reprezentacyjna
W reprezentacji Szkocji Gallacher zadebiutował 17 maja 1988 roku w zremisowanym 0:0 towarzyskim spotkaniu z Kolumbią. W 1992 roku znalazł się w kadrze Szkotów na Euro 92 i wystąpił na tym turnieju we wszystkich spotkaniach grupowych: z Holandią (0:1), z Niemcami (0:2) i WNP (3:0). W 1993 roku zdobył swojego pierwszego gola w kadrze, w wygranym 3:0 meczu z Estonią. W 1996 roku rozegrał jedno spotkanie na Euro 96, zremisowane 0:0 z Holandią. Natomiast w 1998 roku został powołany przez Craiga Browna do kadry na mundial we Francji. Tam za kolei wystąpił w trzech spotkaniach: przegranym 1:2 z Brazylią, zremisowanym 1:1 z Norwegią i przegranym 0:3 z Marokiem. Ostatni mecz w reprezentacji Gallacher rozegrał w 2001 roku przeciwko San Marino (4:0). W kadrze narodowej zagrał łącznie 53 razy i zdobył 9 goli.